# Bissectricestelling

In deze schets geldt: BD : DC = AB : AC.

De bissectricestelling is een stelling uit de meetkunde die de verhouding geeft van de delen van de zijde tegenover een hoek van een driehoek ten opzichte van de naastliggende zijden van deze driehoek.
Beschouw een driehoek {\displaystyle ABC} en laat het punt {\displaystyle D} het snijpunt van de bissectrice van hoek {\displaystyle A} en de zijde {\displaystyle BC} zijn. De bissectricestelling zegt dat de verhouding tussen de lengte van het lijnstuk {\displaystyle BD} en de lengte van het lijnstuk {\displaystyle DC} gelijk is aan de verhouding tussen de lengte van de zijde {\displaystyle AB} en de lengte van de zijde {\displaystyle AC.} In formule :
{\displaystyle {\frac {|AB|}{|AC|}}={\frac {|DB|}{|DC|}}}
De gegeneraliseerde stelling zegt dat in een driehoek {\displaystyle ABC} voor een punt {\displaystyle D} op de zijde {\displaystyle BC} geldt:
{\displaystyle {\frac {|BD|}{|DC|}}={\frac {|AB|\,\sin \angle DAB}{|AC|\,\sin \angle DAC}}}

## Bewijs

De driehoek uit het bewijs. Hierin is de hoek · recht.

Laat {\displaystyle B_{1}} het punt zijn waar de loodlijn uit {\displaystyle B} op {\displaystyle AD} de lijn {\displaystyle AD} snijdt en laat {\displaystyle C_{1}} het punt zijn waar de loodlijn uit {\displaystyle C} op {\displaystyle AD} de lijn {\displaystyle AD} snijdt. Dan zijn de hoeken {\displaystyle DB_{1}B} en {\displaystyle DC_{1}C} recht, terwijl de hoeken {\displaystyle B_{1}DB} en {\displaystyle C_{1}DC} congruent (overstaand) zijn als {\displaystyle D} op het lijnsegment {\displaystyle BC} ligt. Als dit niet het geval is, zijn de hoeken identiek. Dit impliceert dat de driehoeken {\displaystyle DB_{1}B} en {\displaystyle DC_{1}C} gelijkvormig zijn, zodat geldt:
{\displaystyle {\frac {|BD|}{|CD|}}={\frac {|BB_{1}|}{|CC_{1}|}}={\frac {|AB|\,\sin \angle BAD}{|AC|\,\sin \angle CAD}}}
Is {\displaystyle AD} de bissectrice van hoek {\displaystyle A,} dan zijn {\displaystyle \angle BAD} en {\displaystyle \angle CAD} aan elkaar gelijk, dus ook de sinussen, waardoor de sinus in de teller en in de noemer van de breuk tegen elkaar weggedeeld kunnen worden.

## Geschiedenis
Deze stelling komt al in Boek VI van de Elementen van Euclides voor als « Propositie III ». 